# Squadra ecuadoriana di Coppa Davis
La squadra ecuadoriana di Coppa Davis rappresenta l'Ecuador nella Coppa Davis, ed è posta sotto l'egida dalla Federación Ecuatoriana de Tenis.
La squadra partecipa alla competizione dal 1961, non avendo però mai vinto la manifestazione. Nel 1985 si qualificò ai quarti di finale e, prima dell'introduzione del Gruppo Mondiale, vinse la Zona Americana nel 1967 venendo poi eliminata nelle semifinali interzonali.

## Organico 2019
Vengono di seguito illustrati i convocati per ogni singolo turno della Coppa Davis 2013. A sinistra dei nomi la nazione affrontata e il risultato finale. Fra parentesi accanto ai nomi, il ranking del giocatore nel momento della disputa degli incontri (la "d" indica che il ranking corrisponde alla specialità del doppio).
| Gruppo I - Playoff | Gruppo I - Playoff                                                                                             |
| Venezuela (4-0)    | Emilio Gómez (164) Roberto Quiroz (249) Gonzalo Escobar (355) Diego Hidalgo (413) Antonio Cayetano March (748) |
| ------------------ | --- |

## Risultati
= Incontro del Gruppo Mondiale

### 2010-2019
| Anno | Turno                      | Data            | Sede                 | Avversario      | Punteggio | Esito     |
| ---- | -------------------------- | --------------- | -------------------- | --------------- | --------- | --------- |
| 2010 | Gruppo Mondiale, 1º turno  | 5-7 marzo       | Varaždin (HRV)       | Croazia         | 0–5       | Sconfitta |
| 2010 | Spareggi Gruppo Mondiale   | 17-19 settembre | Bucarest (ROU)       | Romania         | 0–5       | Sconfitta |
| 2011 | Gruppo I, 2º turno         | 8-10 luglio     | Guayaquil (ECU)      | Canada          | 2–3       | Sconfitta |
| 2011 | Gruppo I, Playoff 1º turno | 16-18 settembre | Guayaquil (ECU)      | Messico         | 3–2       | Vittoria  |
| 2012 | Gruppo I, 1º turno         | 10-12 febbraio  | Salinas (ECU)        | Colombia        | 1–4       | Sconfitta |
| 2012 | Gruppo I, Playoff 2º turno | 14-16 settembre | Lima (PER)           | Perù            | 4–1       | Vittoria  |
| 2013 | Gruppo I, 2º turno         | 5-7 aprile      | Manta (ECU)          | Cile            | 3–2       | Vittoria  |
| 2013 | Spareggi Gruppo Mondiale   | 13-15 settembre | Neuchâtel (CHE)      | Svizzera        | 1–4       | Sconfitta |
| 2014 | Gruppo I, 1º turno         | 31 gen.-2 feb.  | Guayaquil (ECU)      | Venezuela       | 3–2       | Vittoria  |
| 2014 | Gruppo I, 2º turno         | 4-6 aprile      | Guayaquil (ECU)      | Brasile         | 1–3       | Sconfitta |
| 2015 | Gruppo I, 2º turno         | 17-19 luglio    | Santo Domingo (DOM)  | Rep. Dominicana | 2–3       | Sconfitta |
| 2015 | Gruppo I, Playoff          | 18-20 settembre | Saint Michael (BRB)  | Barbados        | 3–2       | Vittoria  |
| 2016 | Gruppo I, 1º turno         | 4-6 marzo       | Portoviejo (ECU)     | Barbados        | 5–0       | Vittoria  |
| 2016 | Gruppo I, 2º turno         | 17-19 luglio    | Belo Horizonte (BRA) | Brasile         | 1–3       | Sconfitta |
| 2017 | Gruppo I, 1º turno         | 3-5 febbraio    | Portoviejo (ECU)     | Perù            | 5–0       | Vittoria  |
| 2017 | Gruppo I, 2º turno         | 7-9 aprile      | Ambato (ECU)         | Brasile         | 0–5       | Sconfitta |
| 2018 | Gruppo I, 1º turno         | 1-3 febbraio    | Santiago (CHL)       | Cile            | 1–3       | Sconfitta |
| 2018 | Gruppo I, Playoff          | 13-15 settembre | Saint Michael (BRB)  | Barbados        | 4–0       | Vittoria  |
| 2019 | Gruppo I, Playoff          | 14-15 settembre | Venezuela (VEN)      | Venezuela       | 4–0       | Vittoria  |

## Statistiche giocatori
Di seguito la classifica dei tennisti ecuadoriani con almeno una partecipazione in Coppa Davis, ordinati in base al numero di vittorie. In caso di parità si tiene conto del maggior numero di incontri disputati; in caso di ulteriore parità viene dato più valore agli incontri in singolare; come quarto e ultimo criterio viene considerata la data d'esordio. In grassetto quelli tuttora in attività.

Aggiornato alla Coppa Davis 2025 (Ecuador-Uruguay 4-1).
| #  | Tennista              | Singolare | Doppio | Totale |
| -- | --------------------- | --------- | ------ | ------ |
| 1  | Nicolás Lapentti      | 41–16     | 20–18  | 61–34  |
| 2  | Andrés Gómez          | 31–12     | 20–15  | 51–27  |
| 3  | Ricardo Ycaza         | 17–12     | 11–8   | 28–20  |
| 4  | Miguel Olvera         | 14–18     | 7–11   | 21–29  |
| 5  | Emilio Gómez          | 17–12     | 3–6    | 20–18  |
| 6  | Giovanni Lapentti     | 11–17     | 8–11   | 19–28  |
| 7  | Luis Morejon          | 16–21     | 3–0    | 19–21  |
| 8  | Pablo Campana         | 11–4      | 7–2    | 18–6   |
| 9  | Raúl Viver            | 14–11     | 1–2    | 15–13  |
| 10 | Carlos Avellan        | 9–8       | 6–4    | 15–12  |
| 11 | Julio César Campozano | 13–12     | 1–5    | 14–17  |
| 12 | Pancho Guzmán         | 8–15      | 5–9    | 13–24  |
| 13 | Gonzalo Escobar       | 5–3       | 7–6    | 12–9   |
| 14 | Roberto Quiroz        | 7–9       | 1–9    | 8–18   |
| 15 | Diego Hidalgo         | 1–1       | 7–7    | 8–8    |
| 16 | Eduardo Zuleta        | 5–3       | 1–3    | 6–6    |
| 17 | Iván Endara           | 5–10      | 1–1    | 6–11   |
| 18 | Hugo Nunez            | 1–6       | 5–2    | 6–8    |

| #  | Tennista                | Singolare | Doppio | Totale |
| -- | ----------------------- | --------- | ------ | ------ |
| 19 | Andres Andrade          | 4–3       | 1–1    | 5–4    |
| 20 | Jhony De Leon           | 2–2       | 1–0    | 3–2    |
| 21 | Giorgio Carneade        | 1–5       | 1–3    | 2–8    |
| 22 | Ernesto Lingen          | 1–5       | 0–2    | 1–7    |
| 23 | Colon Nunez             | 0–3       | 1–1    | 1–4    |
| 24 | Alvaro Guillen Meza     | 1–3       | 0–0    | 1–3    |
| 25 | Andres Alarcon          | 1–1       | 0–2    | 1–3    |
| 26 | Jean-Michel Durango     | 1–1       | 0–1    | 1–2    |
| 27 | Juan-Andrés Gómez       | 1–1       | 0–0    | 1–1    |
| 28 | Antonio Cayetano March  | 1–1       | 0–0    | 1–1    |
| 29 | Martin Stiegwardt       | 1–0       | 0–0    | 1–0    |
| 30 | Adria Soriano Barrera   | 1–0       | 0–0    | 1–0    |
| 31 | Martín Aguirre          | 0–2       | 0–1    | 0–3    |
| 32 | Enrique Andrade         | 0–2       | 0–0    | 0–2    |
| 33 | Gonzalo Nunez           | 0–2       | 0–0    | 0–2    |
| 34 | Ricardo Pazmino         | 0–2       | 0–0    | 0–2    |
| 35 | Jose Zunino             | 0–2       | 0–0    | 0–2    |
| 36 | Juan-Francisco Barragan | 0–1       | 0–0    | 0–1    |
| 37 | Patricio Alvarado       | 0–1       | 0–0    | 0–1    |
| 38 | Juan-Sebastian Vivanco  | 0–1       | 0–0    | 0–1    |
| 39 | Marcos Lee Chan Baratau | 0-1       | 0-0    | 0-1    |

## Andamento
La seguente tabella riflette l'andamento della squadra dal 1990 ad oggi.
| Pos.           | 90 | 91 | 92 | 93 | 94 | 95 | 96 | 97 | 98 | 99 | 00 | 01 | 02 | 03 | 04 | 05 | 06 | 07 | 08 | 09 | 10 | 11 | 12 | 13 | 14 | 15 | 16 | 17 | 18 | 19 |
| -------------- | -- | -- | -- | -- | -- | -- | -- | -- | -- | -- | -- | -- | -- | -- | -- | -- | -- | -- | -- | -- | -- | -- | -- | -- | -- | -- | -- | -- | -- | -- |
| Campione       |    |    |    |    |    |    |    |    |    |    |    |    |    |    |    |    |    |    |    |    |    |    |    |    |    |    |    |    |    |    |
| Finalista      |    |    |    |    |    |    |    |    |    |    |    |    |    |    |    |    |    |    |    |    |    |    |    |    |    |    |    |    |    |    |
| SF             |    |    |    |    |    |    |    |    |    |    |    |    |    |    |    |    |    |    |    |    |    |    |    |    |    |    |    |    |    |    |
| QF             |    |    |    |    |    |    |    |    |    |    |    |    |    |    |    |    |    |    |    |    |    |    |    |    |    |    |    |    |    |    |
| OF             |    |    |    |    |    |    |    |    |    |    |    |    |    |    |    |    |    |    |    |    |    |    |    |    |    |    |    |    |    |    |
| Qualificazioni | x  | x  | x  | x  | x  | x  | x  | x  | x  | x  | x  | x  | x  | x  | x  | x  | x  | x  | x  | x  | x  | x  | x  | x  | x  | x  | x  | x  | x  |    |
| Gruppo I       |    |    |    |    |    |    |    |    |    |    |    |    |    |    |    |    |    |    |    |    |    |    |    |    |    |    |    |    |    |    |
| Gruppo II      |    |    |    |    |    |    |    |    |    |    |    |    |    |    |    |    |    |    |    |    |    |    |    |    |    |    |    |    |    |    |
| Gruppo III     | x  | x  |    |    |    |    |    |    |    |    |    |    |    |    |    |    |    |    |    |    |    |    |    |    |    |    |    |    |    |    |
| Gruppo IV      | x  | x  | x  | x  | x  | x  | x  |    |    |    |    |    |    |    |    |    |    |    |    |    |    |    | x  | x  | x  | x  | x  | x  | x  | x  |

Legenda
- Campione: La squadra ha conquistato la Coppa Davis.
- Finalista: La squadra ha disputato e perso la finale.
- SF: La squadra è stata sconfitta in semifinale.
- QF: La squadra è stata sconfitta nei quarti di finale.
- OF: La squadra è stata sconfitta negli ottavi di finale (1º turno). Dal 2019 sostituito dal Round Robin.
- Qualificazioni: La squadra è stata sconfitta al turno di qualificazione. Istituito nel 2019.
- Gruppo I: La squadra ha partecipato al Gruppo I della propria zona di appartenenza.
- Gruppo II: La squadra ha partecipato al Gruppo II della propria zona di appartenenza.
- Gruppo III: La squadra ha partecipato al Gruppo III della propria zona di appartenenza.
- Gruppo IV: La squadra ha partecipato al Gruppo IV della propria zona di appartenenza.
- x: Ove presente, la x indica che in quel determinato anno, il Gruppo in questione non è esistito nella zona geografica di appartenenza della squadra.